# Rósa Áslaug Valdimarsdóttir
Rósa Áslaug Valdimarsdóttir (* 6. März 1959 in Reykjavík) ist eine ehemalige isländische Fußballspielerin und -trainer.

## Karriere

### Verein
Rósa begann ihre Karriere bereits im Alter von 13 Jahren im Jugendverein von Breiðablik. 1973 wurde sie mit zehn Toren Torschützenkönigin der isländischen Meisterschaft. 1981 führte sie Breiðablik als Spielführerin zum ersten Gewinn des isländischen Frauenpokals, wobei sie selbst beide Tore im Finale gegen Valur erzielte.
Nach ihrer Zeit bei Breiðablik spielte sie 1984 für ÍB Ísafjörður und war dort auch als Spielertrainerin aktiv. Später setzte sie ihre Karriere bei UMF Sindri Höfn fort, wo sie ebenfalls sowohl auf dem Platz als auch an der Seitenlinie Verantwortung übernahm.

### Nationalmannschaft
Mit der Gründung der isländischen Frauen-Nationalmannschaft im Jahr 1981 wurde Rósa zur ersten Kapitänin des Teams ernannt. Zwischen 1981 und 1983 absolvierte sie insgesamt fünf Länderspiele und erzielte dabei ein Tor. Ihr Debüt gab sie beim ersten Länderspiel gegen Schottland.